# 小欧提米乌斯
小欧提米乌斯（823年/824年—898年），又称塞萨洛尼基的欧提米乌斯，是住在希腊阿索斯山的一位基督教僧侣和隐士。

## 生平
小欧提米乌斯出生于安纳托利亚加拉太地区的奥普索（Opso），洗礼名为尼基塔斯，出生时间可能为823或824年。约848年，他居住于比提尼亞的奥林普斯山，之后去了阿索斯山。他还在塞萨洛尼基附近霍爾蒂阿蒂斯山的佩里斯特莱建立了一座双修道院。
898年10月14或15日，他在独自隐居中，于希耶拉岛去世。他的东正教瞻礼日为10月10日。

## 传记
其门生巴西尔为其写了一部传记。该传记以拜占庭希腊语写成，并引用了诸多作家的著作，诸如納齊安的聖額我略，亞歷山大的區利羅，天梯约翰，斯图狄乌斯隐修院的圣狄奥多尔，以及伪塞萨洛尼基的欧斯塔提奥斯。